# Soldiers of Love
"Soldiers of Love" (tradução portuguesa: "Soldados do amor") foi a canção que representou a Bélgica no Festival Eurovisão da Canção 1987, interpretada em neerlandês (apesar do título em inglês) por Liliane Saint-Pierre. A canção tinha letra da própria cantora Liliane Keuninckx, música de Gyuri Spies, Marc de Coen e foi orquestrada por Freddy Sunder.
A canção belga foi a quinta a ser interpretada na noite do festival, a seguir à canção islandesa "Hægt og hljótt" , interpretada por Halla Margrét Árnadottir e antes da canção sueca "Boogaloo, interpretada por  Lotta Engberg. No final da votação, recebeu um total de 56 pontos e classificou-se em 11.º lugar (entre 22 países). 
A canção tem uma letra pacifista, apelando para a paz global, com Saint-Pierre defendendo a necessidade da criação de "soldados do amor" contra as tendências violentas do mundo. 